# Norman Edge
Norman Edge (Jersey City, New Jersey, 29 april 1934 -  4 juni 2018) was een Amerikaanse contrabassist in de jazz.

## Biografie
Edge speelde tijdens zijn militaire dienst in een legerband, tevens diende hij enkele jaren in de National Guard. In die tijd speelde hij met pianist Morris Nanton, waarmee hij in 1958 de plaat Flower Drum Song opnam (Warner Bros, met Osie Johnson) en zo'n vijftig jaar regelmatig samenwerkte (te horen op de Prestige-albums Preface (1964), Something We’ve Got (1965) en Soul Fingers (1966)). Verder is hij te horen op albums van o.a. Gene Ammons (Bad! Bossa Nova, 1962) en The Manhattan Brass Choir (ABC-Paramount, 1967, met Clark Terry en Urbie Green). Edge gaf les op openbare scholen in Edison, gaf privéles en speelde daarnaast in orkesten en jazzbands. In de jazz speelde hij tussen1958 en 2002 mee op elf opnamesessies. Edge woonde in zijn latere jaren in Metuchen, New Jersey.